# Rewey
Rewey és una població dels Estats Units a l'estat de Wisconsin. Segons el cens del 2000 tenia 311 habitants.

## Demografia
Segons el cens del 2000, Rewey tenia 311 habitants, 118 habitatges, i 71 famílies. La densitat de població era de 240,2 habitants per km².
Dels 118 habitatges en un 35,6% hi vivien nens de menys de 18 anys, en un 47,5% hi vivien parelles casades, en un 9,3% dones solteres, i en un 39% no eren unitats familiars. En el 30,5% dels habitatges hi vivien persones soles el 8,5% de les quals corresponia a persones de 65 anys o més que vivien soles. El nombre mitjà de persones vivint en cada habitatge era de 2,64 i el nombre mitjà de persones que vivien en cada família era de 3,49.
Per edats la població es repartia de la següent manera: un 32,8% tenia menys de 18 anys, un 10% entre 18 i 24, un 29,9% entre 25 i 44, un 15,8% de 45 a 60 i un 11,6% 65 anys o més.
L'edat mediana era de 30 anys. Per cada 100 dones de 18 o més anys hi havia 90 homes.
La renda mediana per habitatge era de 24.643 $ i la renda mediana per família de 28.333 $. Els homes tenien una renda mediana de 25.714 $ mentre que les dones 23.333 $. La renda per capita de la població era de 12.298 $. Aproximadament el 5,9% de les famílies i el 10,6% de la població estaven per davall del llindar de pobresa.

## Poblacions properes
El següent diagrama mostra les poblacions més properes.